# Boriš
Boriš is een plaats in de gemeente Končanica in de Kroatische provincie Bjelovar-Bilogora. De plaats telt 24 inwoners (2001).